# Bothriocera basalis
Bothriocera basalis är en insektsart som beskrevs av Metcalf 1938. Bothriocera basalis ingår i släktet Bothriocera och familjen kilstritar. Inga underarter finns listade i Catalogue of Life.